# Золота пальмова гілка
«Золота́ па́льмова гі́лка» (фр. Palme d'Or) — головна премія Каннського кінофестивалю. Свою сучасну назву вона отримала 1955 року. З 1946 по 1954 рік вища нагорода фестивалю називалася «Гран-прі» (Grand Prix — великий приз). Вважається однією з найпрестижніших нагород у світі кіно. За всю історію кінофестивалю жоден кінорежисер не зміг завоювати цю нагороду тричі. Двічі «Золотою пальмовою гілкою» володіли: Альф Шеберґ (1946, 1951) Френсіс Форд Коппола (1974, 1979), Білле Аугуст (1988, 1992), Емир Кустуриця (1985, 1995), Сьохей Імамура (1983, 1997), брати Жан-П'єр Дарденн і Люк Дарденн (1999, 2005) та Міхаель Ганеке (2009, 2012).

## Лауреати
| Рік  | Українська назва                                | Оригінальна назва                               | Режисер                                         | Країна                                          |
| ---- | ----------------------------------------------- | ----------------------------------------------- | ----------------------------------------------- | ----------------------------------------------- |
| 1939 | Юніон Пасіфік                                   | Union Pacific                                   | Сесіль Де Мілль                                 | США                                             |
| 1946 | Ірис і лейтенант                                | Iris och löjtnantshjärta                        | Альф Шеберґ                                     | Швеція                                          |
| 1946 | Втрачений вікенд                                | The Lost Weekend                                | Біллі Вайлдер                                   | США                                             |
| 1946 | Червоні луки                                    | De røde enge                                    | Боділ Іпсен і Лау Лаурітцен                     | Данія                                           |
| 1946 | Місто в долині                                  | Neecha Nagar                                    | Четан Ананд                                     | Індія                                           |
| 1946 | Коротка зустріч                                 | Brief Encounter                                 | Девід Лін                                       | Велика Британія                                 |
| 1946 | Марія Канделарія                                | María Candelaria                                | Еміліо Фернандес                                | Мексика                                         |
| 1946 | Великий перелом                                 | Великий перелом                                 | Фрідріх Ермлер                                  | СРСР                                            |
| 1946 | Пасторальна симфонія                            | La symphonie pastorale                          | Жан Деланнуа                                    | Франція                                         |
| 1946 | Останній шанс                                   | Die Letzte Chance                               | Леопольд Ліндтберг                              | Швейцарія                                       |
| 1946 | Люди без крил                                   | Muži bez křídel                                 | Франтішек Чап                                   | Чехословаччина                                  |
| 1946 | Рим, відкрите місто                             | Roma, città aperta                              | Роберто Росселліні                              | Італія                                          |
| 1947 | нагорода не вручалася                           | нагорода не вручалася                           | нагорода не вручалася                           | нагорода не вручалася                           |
| 1948 | фестиваль не проводився                         | фестиваль не проводився                         | фестиваль не проводився                         | фестиваль не проводився                         |
| 1949 | Третя людина                                    | The Third Man                                   | Керол Рід                                       | Велика Британія                                 |
| 1950 | фестиваль не проводився                         | фестиваль не проводився                         | фестиваль не проводився                         | фестиваль не проводився                         |
| 1951 | Фрекен Юлія                                     | Fröken Julie                                    | Альф Шеберґ                                     | Швеція                                          |
| 1951 | Диво в Мілані                                   | Miracolo a Milano                               | Вітторіо Де Сіка                                | Італія                                          |
| 1952 | Отелло                                          | The Tragedy of Othello: The Moor of Venice      | Орсон Веллс                                     | США                                             |
| 1952 | Два гроші надії                                 | Due soldi di speranza                           | Ренато Кастеллані                               | Італія                                          |
| 1953 | Плата за страх                                  | Le salaire de la peur                           | Анрі-Жорж Клузо                                 | Франція                                         |
| 1954 | Брама пекла                                     | 地獄門                                          | Тейноске Кінуґаса                               | Японія                                          |
| 1955 | Марті                                           | Marty                                           | Делберт Манн                                    | США                                             |
| 1956 | У світі безмовності                             | Le monde du silence                             | Жак-Ів Кусто і Луї Маль                         | Франція                                         |
| 1957 | Дружнє переконання                              | Friendly Persuasion                             | Вільям Вайлер                                   | США                                             |
| 1958 | Летять журавлі                                  | Летят журавли                                   | Михайло Калатозов                               | СРСР                                            |
| 1959 | Чорний Орфей                                    | Orfeu Negro                                     | Марсель Камю                                    | Франція                                         |
| 1960 | Солодке життя                                   | La dolce vita                                   | Федеріко Фелліні                                | Італія                                          |
| 1961 | Настільки тривала відсутність                   | Une aussi longue absence                        | Анрі Кольпі                                     | Франція                                         |
| 1961 | Вірідіана                                       | Viridiana                                       | Луїс Бунюель                                    | Іспанія                                         |
| 1962 | Виконавець обітниці                             | O Pagador de Promessas                          | Анселму Дуарте                                  | Бразилія                                        |
| 1963 | Леопард                                         | Il Gattopardo                                   | Лукіно Вісконті                                 | Італія                                          |
| 1964 | Шербурзькі парасольки                           | Les Parapluies de Cherbourg                     | Жак Демі                                        | Франція                                         |
| 1965 | Вправність... і як її придбати                  | The Knack                                       | Річард Лестер                                   | Велика Британія                                 |
| 1966 | Чоловік і жінка                                 | Un homme et une femme                           | Клод Лелуш                                      | Франція                                         |
| 1966 | Пані та панове                                  | Signore & signori                               | П'єтро Джермі                                   | Італія                                          |
| 1967 | Фотозбільшення                                  | Blowup                                          | Мікеланджело Антоніоні                          | Італія                                          |
| 1968 | нагорода не вручалася                           | нагорода не вручалася                           | нагорода не вручалася                           | нагорода не вручалася                           |
| 1969 | Якщо....                                        | if…                                             | Ліндсі Андерсон                                 | Велика Британія                                 |
| 1970 | Польовий шпиталь                                | MASH                                            | Роберт Олтмен                                   | США                                             |
| 1971 | Посередник                                      | The Go-Between                                  | Джозеф Лоузі                                    | Велика Британія                                 |
| 1972 | Робітничий клас іде в рай                       | La classe operaia va in paradiso                | Еліо Петрі                                      | Італія                                          |
| 1972 | Справа Маттеї                                   | Il Caso Mattei                                  | Франческо Розі                                  | Італія                                          |
| 1973 | Наймит                                          | The Hireling                                    | Алан Бріджес                                    | Велика Британія                                 |
| 1973 | Опудало                                         | Scarecrow                                       | Джеррі Шацберґ                                  | США                                             |
| 1974 | Розмова                                         | The Conversation                                | Френсіс Форд Коппола                            | США                                             |
| 1975 | Хроніка вогненних років                         | Chronique des années de braise                  | Мохаммед Лахдар-Хаміна                          | Алжир                                           |
| 1976 | Таксист                                         | Taxi Driver                                     | Мартін Скорсезе                                 | США                                             |
| 1977 | Батько-хазяїн                                   | Padre padrone                                   | Паоло і Вітторіо Тавіані                        | Італія                                          |
| 1978 | Дерево для черевиків                            | L'Albero degli zoccoli                          | Ерманно Ольмі                                   | Італія                                          |
| 1979 | Апокаліпсис сьогодні                            | Apocalypse Now                                  | Френсіс Форд Коппола                            | США                                             |
| 1979 | Бляшаний барабан                                | Die Blechtrommel                                | Фолькер Шльондорф                               | ФРН                                             |
| 1980 | Весь цей джаз                                   | All That Jazz                                   | Боб Фосс                                        | США                                             |
| 1980 | Тінь воїна                                      | 影武者                                          | Акіра Куросава                                  | Японія                                          |
| 1981 | Людина із заліза                                | Człowiek z żelaza                               | Анджей Вайда                                    | Польща                                          |
| 1982 | Зниклий безвісти                                | Missing                                         | Коста-Гаврас                                    | США                                             |
| 1982 | Доро́га                                          | Yol                                             | Їлмаз Ґюней                                     | Туреччина                                       |
| 1983 | Легенда про Нараяму                             | 楢山節考                                        | Сьохей Імамура                                  | Японія                                          |
| 1984 | Париж, Техас                                    | Paris, Texas                                    | Вім Вендерс                                     | ФРН                                             |
| 1985 | Тато у відрядженні                              | Otac na službenom putu                          | Емир Кустуриця                                  | СФРЮ                                            |
| 1986 | Місія                                           | The Mission                                     | Ролан Жоффе                                     | Велика Британія                                 |
| 1987 | Під сонцем Сатани                               | Sous le soleil de Satan                         | Моріс Піала                                     | Франція                                         |
| 1988 | Пелле-завойовник                                | Pelle erobreren                                 | Білле Аугуст                                    | Данія                                           |
| 1989 | Секс, брехня і відео                            | Sex, Lies, and Videotape                        | Стівен Содерберг                                | США                                             |
| 1990 | Дикі серцем                                     | Wild at Heart                                   | Девід Лінч                                      | США                                             |
| 1991 | Бартон Фінк                                     | Barton Fink                                     | Джоел Коен і Етан Коен                          | США                                             |
| 1992 | Добрі наміри                                    | Den goda vilja                                  | Білле Аугуст                                    | Данія                                           |
| 1993 | Прощавай, моя наложнице                         | 霸王別姬                                        | Чень Кайге                                      | КНР                                             |
| 1993 | Фортепіано                                      | The Piano                                       | Джейн Кемпіон                                   | Нова Зеландія                                   |
| 1994 | Кримінальне чтиво                               | Pulp Fiction                                    | Квентін Тарантіно                               | США                                             |
| 1995 | Андеґраунд                                      | Underground                                     | Емир Кустуриця                                  | СФРЮ                                            |
| 1996 | Таємниці і брехня                               | Secrets & Lies                                  | Майк Лі                                         | Велика Британія                                 |
| 1997 | Смак вишні                                      | Ta'm e guilass                                  | Аббас Кіаростамі                                | Іран                                            |
| 1997 | Вугор                                           | Unagi                                           | Сьохей Імамура                                  | Японія                                          |
| 1998 | Вічність і один день                            | Mia aioniotita kai mia mera                     | Тео Ангелопулос                                 | Греція                                          |
| 1999 | Розетта                                         | Rosetta                                         | Люк Дарденн і Жан-П'єр Дарденн                  | Бельгія                                         |
| 2000 | Та, що танцює у темряві                         | Dancer in the Dark                              | Ларс фон Трієр                                  | Данія                                           |
| 2001 | Кімната сина                                    | La stanza del figlio                            | Нанні Моретті                                   | Італія                                          |
| 2002 | Піаніст                                         | The Pianist                                     | Роман Полянський                                | Франція                                         |
| 2003 | Слон                                            | Elephant                                        | Ґас Ван Сент                                    | США                                             |
| 2004 | Фаренгейт 9/11                                  | Fahrenheit 9/11                                 | Майкл Мур                                       | США                                             |
| 2005 | Дитина                                          | L'Enfant                                        | Люк Дарденн і Жан-П'єр Дарденн                  | Бельгія                                         |
| 2006 | Вітер, що гойдає ячмінь                         | The Wind That Shakes the Barley                 | Кен Лоуч                                        | Велика Британія                                 |
| 2007 | Чотири місяці, три тижні і два дні              | 4 luni, 3 săptămâni şi 2 zile                   | Крістіан Мунджіу                                | Румунія                                         |
| 2008 | Клас                                            | Entre les murs                                  | Лоран Канте                                     | Франція                                         |
| 2009 | Біла стрічка                                    | Das weisse Band                                 | Міхаель Ганеке                                  | Австрія                                         |
| 2010 | Дядечко Бунмі, який пам'ятає свої минулі життя  | ลุงบุญมีระลึกชาติ                                    | Апічатпон Вірасетакул                           | Таїланд                                         |
| 2011 | Древо життя                                     | The Tree of Life                                | Терренс Малік                                   | США                                             |
| 2012 | Кохання                                         | Amour                                           | Міхаель Ганеке                                  | Франція                                         |
| 2013 | Життя Адель                                     | La vie d'Adèle                                  | Абделатіф Кешиш                                 | Франція                                         |
| 2014 | Зимова сплячка                                  | Kış Uykusu                                      | Нурі Більге Джейлан                             | Туреччина                                       |
| 2015 | Діпан                                           | Dheepan                                         | Жак Одіар                                       | Франція                                         |
| 2016 | Я, Деніел Блейк                                 | I, Daniel Blake                                 | Кен Лоуч                                        | Велика Британія Франція                         |
| 2017 | Квадрат                                         | The Square                                      | Рубен Естлунд                                   | Швеція Данія США Франція                        |
| 2018 | Крамничні злодюжки                              | 万引き家族                                      | Хірокадзу Корееда                               | Японія                                          |
| 2019 | Паразити                                        | 기생충                                          | Пон Джун Хо                                     | Південна Корея                                  |
| 2020 | фестиваль не проводився через пандемію COVID-19 | фестиваль не проводився через пандемію COVID-19 | фестиваль не проводився через пандемію COVID-19 | фестиваль не проводився через пандемію COVID-19 |
| 2021 | Титан                                           | Titane                                          | Джулія Дюкорно                                  | Франція                                         |
| 2022 | Трикутник смутку                                | Triangle of Sadness                             | Рубен Естлунд                                   | Швеція Франція Велика Британія Німеччина        |
| 2023 | Анатомія падіння                                | Anatomy of a Fall                               | Жустін Тріє                                     | Франція                                         |
| 2024 | Анора                                           | Anora                                           | Шон Бейкер                                      | США                                             |